# Republic Corps
Republic Corps (anciennement Island Def Jam Music Group ou IDJMG) est un label discographique américain, basé à New York, dans l'État de New York. En 2010, le groupe se compose des labels suivants : Island Records, Def Jam , Def Soul, Disturbing tha Peace, Mercury Records, Radio Killa Records, et Roc-A-Fella Records. En 2011, Antonio « L.A. » Reid, directeur général depuis 2006, est remplacé par Barry Weiss (en). En 2014, Island Def Jam Music Group est scindé entre ses trois labels principaux : Island Records, Def Jam Recordings et Motown.
En 2024, Island Def Jam est relancé sous le nom de Republic Corps.

## Histoire

### Création (1998)
Le 10 décembre 1998, la société Seagram achève son plan d'acquisition de PolyGram, d'une durée de sept mois et d'un montant de 10,6 milliards de dollars, en fusionnant son unité de labels musicaux avec l'unité de labels MCA Records et en les regroupant dans ce qui est connu aujourd'hui sous le nom d'Universal Music Group,,.
Après la formation d'Universal Music Group, à temps pour le jour de l'an 1999, a lieu la création d'Island Def Jam Music Group, une nouvelle unité de labels musicaux fondée par la combinaison d'au moins 14 labels d'enregistrement, y compris ceux composés d'Island Records, Def Jam Recordings et Mercury Records. Bien que l'IDJMG ait réuni les trois labels, ils continuent à fonctionner comme des labels autonomes sous l'égide de l'unité, dont la présidence a été assurée par Lyor Cohen.
Au Royaume-Uni, Island Records gère ses propres opérations dans le cadre du Island Records Group d'Universal, tandis que Def Jam UK est créé et distribué par Mercury, qui distribue également ses artistes dans cette région sous cette bannière, la distribution aux États-Unis étant reprise par IDJMG.

### Succès (1999–2001)
La première sortie officielle d'IDJMG est l'album New World Disorder de Biohazard, qui sort chez Mercury le 8 juin 1999. À cette époque, le portefeuille de Rush Associated Labels (qui avait été une réserve pour Def Jam) est absorbé par Island Def Jam, et la plupart de ses labels rejoignent les forces en présence, y compris Def Soul, Roc-A-Fella et Murder Inc. Records, qui faisaient tous partie du Def Jam Label Group depuis l'époque de PolyGram, entre 1996 et 1998. Quant à Island, certaines de ses divisions sont vendues ou intégrées à IDJMG, notamment 4th and B'way Records et Island Black Music, et de nombreux artistes ont été transférés à Def Jam.
En 2000, l'unité lance Def Jam Germany, le premier label international de Def Jam. L'année suivante, un label national, Lost Highway Records, est créé. Le label fonctionne en tant qu'empreinte de Mercury Records, mais est depuis transféré à la division Nashville d'Universal Music à la suite de la dissolution d'IDJMG en 2014. Au cours de l'été 2001, Island Def Jam acquiert une participation majoritaire dans le label de rock Roadrunner Records. Edel SE & Co. KGaA, un distributeur de musique allemand qui détenait alors 17 % de Roadrunner, a menacé d'intenter une action en justice contre Universal.
Au cours du lancement du troisième millénaire, Island Def Jam enregistre des succès radiophoniques et des albums certifiés disque de platine d'artistes tels que LL Cool J, Method Man, Redman, DMX, N.O.R.E. (Def Jam), Melissa Etheridge, Bon Jovi, Lionel Richie (Island), et d'autres associés.

### Restructuration (2002–2009)
Au début de l'année 2002, le label remporte une guerre d'enchères pour racheter le contrat raté de Mariah Carey avec Virgin Records, futur label frère d'UMG,,. En novembre, elle sort Charmbracelet, mais l'album ne rencontre pas le succès escompté, entraînant Mariah Carey dans une spirale descendante alors qu'elle lutte contre ses problèmes mentaux, mettant en péril sa relation avec Island Def Jam.
En 2003, Fefe Dobson, Everlast et Patti LaBelle rejoignent l'unité,. Le 3 janvier, l'unité de label est forcée de couper tous les liens avec le producteur Irv Gotti et son label, Murder Inc. Records, à la suite d'une enquête fédérale et d'une descente de police concernant des allégations de blanchiment d'argent en rapport avec une opération illégale menée par un baron de la drogue,. En mai, Island Def Jam reçoit une demande de cessation et d'abstention de la part de Steve Gottlieb, fondateur de TVT Records, concernant la sortie d'un album de réunion de Cash Money Click, qu'IDJMG restreint en raison des obligations de Ja Rule avec Def Jam. Le président Lyor Cohen oblige Gotti et Ja Rule à ne pas enregistrer l'album pour TVT, mais à le faire distribuer par IDJMG et UMG afin d'éviter tout conflit d'intérêts. Le procès intenté par TVT, fait état de violation du droit d'auteur, de fraude et d'ingérence délictuelle. TVT se voit finalement attribuer 132 millions de dollars de dommages et intérêts, Cohen étant jugé responsable à hauteur de 56 millions de dollars. Le jugement est renversé deux ans plus tard, la somme attribuée à TVT étant ramenée à 126 000 dollars, Island Def Jam ayant fait appel avec succès du jugement en faisant valoir qu'il ne s'agissait ni de fraude ni de violation, mais de rupture de contrat,,. À la fin de l'année, le premier album éponyme de Dobson est sorti le 9 décembre, à la même date que Hot & Wet de 112 et Soulstar de Musiq Soulchild, deux artistes de Def Soul. En mai 2004, Everlast et LaBelle sortent leurs albums, White Trash Beautiful et Timeless Journey, sous Island et Def Soul Classics respectivement. Au même moment, L.A. Reid est nommé président-directeur général du groupe Island Def Jam Music Group après avoir été licencié d'Arista Records. Cohen quitte Island Def Jam pour rejoindre Warner Music Group, emmenant avec lui ses collègues Kevin Liles et Julie Greenwald,.
En décembre 2003, l'unité acquiert les 50 % restants de Roc-A-Fella Records en échange de la nomination du cofondateur Jay-Z au poste de président de Def Jam Recordings ; les 50 % restants avaient été achetés par l'ancienne société mère de Def Jam, PolyGram, en 1997. En conséquence, Damon Dash et Kareem « Biggs » Burke, deux autres membres de Roc-A-Fella, sont évincés du label,. Puis, au début de 2005, le groupe prolonge le renouvellement du contrat de label avec Disturbing tha Peace de Ludacris, faisant d'IDJMG un actionnaire à 50 %. En avril, sous la direction de L.A. Reid, Mariah Carey revient d'un hiatus de deux ans avec The Emancipation of Mimi. L'album se vend à 404 000 exemplaires la première semaine et est largement salué par la critique, ce qui représente une amélioration considérable par rapport à son prédécesseur, Charmbracelet. La même année, Island Def Jam a atteint un point de rupture en signant avec une nouvelle venue, une chanteuse barbadienne du nom de Rihanna. Son premier single, Pon de Replay, est un succès immédiat.
En 2006, IDJMG met fin à son partenariat avec Roadrunner Records, vendant le label à Warner Music. Shakir Stewart est nommé vice-président senior de A&R en octobre. Un an plus tard, Steve Bartels est nommé président et directeur de l'exploitation d'Island Def Jam, sous la direction de L.A. Reid et de Doug Morris, alors PDG d'Universal Music,. Le 22 décembre 2007, Jay-Z annonce quitter la présidence de Def Jam, demandant à L.A. Reid d'intervenir plutôt que de lui trouver un remplaçant,,. Le 1er novembre 2008, Shakir Stewart se suicide, laissant vacants ses postes de vice-président senior de A&R chez Island Def Jam et de vice-président exécutif de Def Jam,,. Il est remplacé à titre posthume par Christopher Hicks, un ancien cadre de Warner Music Group.
À l'approche de 2009, IDJMG commence à atteindre de nouveaux sommets avec la sensation pop canadienne Justin Bieber. Son single, One Time, est un succès commercial et suscite une nouvelle générosité pour l'unité.

### Motown et GOOD Music (2010–2011)
Tout au long de l'année 2010, Island Def Jam remporte de nouveaux succès avec Justin Bieber (Baby), Kanye West (My Beautiful Dark Twisted Fantasy) et Rihanna (Only Girl (In the World)).
En 2011, l'ancien président de RCA/Jive Label Group, Barry Weiss, est nommé président du Universal Motown Republic Group, tout en assumant le poste de PDG du Island Def Jam Music Group,. Sous la direction de Weiss, Motown Records devient une marque du Island Def Jam Music Group peu après la dissolution de l'UMRG. La marque de Kanye West, GOOD Music, obtient un partenariat de distribution de 10 ans avec IDJMG,. GOOD Music se charge du marketing, tandis que Def Jam prend en charge la fabrication et la distribution de ses albums. Le premier album officiel publié dans le cadre de ce nouveau partenariat est le premier album de Big Sean, Finally Famous. En mai, Def Soul Records est intégré à Island Def Jam dans le cadre d'une réorganisation de la stratégie multigenre du Island Def Jam Music Group. En août de cette même année, l'album collaboratif de Jay-Z et Kanye West, Watch the Throne, sort sous la distribution d'Island Def Jam. Produit à 436 000 exemplaires la première semaine, il réalise les meilleures ventes de hip-hop en première semaine en 2011 et les plus importantes pour IDJ depuis l'album de Mariah Carey en 2005.

### Dernières années et dissolution (2013–2014)
En 2013, Fall Out Boy, Iggy Azalea et Neon Trees consolident leur succès au sein de l'unité. Respectivement, Save Rock and Roll de Fall Out Boy accumule 154 000 exemplaires vendus, débutant à la première place du Billboard. Pour Iggy Azalea, son single, Change Your Life, devient disque d'or malgré un début à la 34e place du classement Billboard Hot RnB/Hip-Hop Songs. Le single de Neon Trees, Sleeping with a Friend, atteint la septième place du classement Adult Top 40 après avoir reçu des commentaires positifs.
Les activités du Island Def Jam Music Group au Royaume-Uni sont également modifiées cette année-là, Mercury UK étant absorbé par le nouveau Virgin EMI Records. L'absorption de Mercury UK entraine également la fin de Def Jam UK, tous les artistes d'Island, de Def Jam, de Republic, de Virgin et de Motown étant distribués dans la région sous la nouvelle marque réitérée. Cette décision fait suite à l'acquisition par UMG de la division musique enregistrée d'EMI un an plus tôt,.
Le 1er avril 2014, Lucian Grainge, président-directeur général d'Universal Music Group, confirme le démantèlement du Island Def Jam Music Group. L'unité cesse d'exister après le départ du PDG de la faction du label de la côte Est, Barry Weiss,,.

### Relancement (depuis 2024)
En 2024, Republic Records, le label sœur d'Universal Music, relance Island Def Jam Music Group en tant que label phare, le renommant Republic Corps. Il s'agissait d'une stratégie imposée par UMG de combiner ses labels, Republic, Island et Def Jam sous l'opération East Coast. Les opérations de Republic Corps et du label new-yorkais d'Universal sont sous la supervision du cofondateur de Republic, Monte Lipman.